# 安勝鈞
安勝鈞（韓語：안승균；1994年1月18日—），韓國男演員、模特兒，名字常譯作為安承鈞。在國民大學電影戲劇系畢業，2016年進入演藝圈並出道，所屬經紀公司為PF Company。代表作包括 《我的大叔》、《60日的夏天》、《抓住幽靈》等。

## 簡歷
安勝鈞出生在首爾特別市，畢業於國民大學電影戲劇系。家中有一個年紀比他大的哥哥，他在家中是幼子。2016年簽約經紀公司PF Company。

## 演艺歷程
2016年，安勝鈞正式出道，首部演出作品為青春校園懸疑劇《所羅門的偽證》，在劇中安勝鈞飾演校內裁判兼辯護人助手「崔勝賢」一角。
其後在2017年，亦有參與拍攝校園劇《學校2017》，在劇中飾演「安俊熙」一角。同年在《KBS Drama Special - 如果我們是季節》中飾演「蕭敏俊」一角，是安勝鈞首次拍攝KBS的獨幕劇。
2018年，在電視劇《我的大叔》裹，飾演「宋起範」一角，是劇中主角的好友及常被使喚的小人物。而安勝鈞因而與劇中的演員IU合作而變得熟絡。其後安勝鈞演出話劇時在社交網站發佈IU來臨時支持並與其拍攝的合照。同年主演電影《60日的夏天》，片中飾演「玄信」一角，與延俊錫合作。
2019年，演出電視劇《抓住幽靈》，在劇中飾演進入地鐵警察隊的僅1年的隊員「姜洙鎬」，是一部集懸疑奇幻浪漫元素的喜劇。此外，安勝鈞同年亦有参演另一部吉裝劇《獬豸》，劇中飾演「李奉」一角，有第六感、調查能力很強且對主人公非常忠心的一個角色。此外，安勝鈞同年主演《KBS Drama Special - 社交－舞蹈的理解》，是第二度主演KBS的獨幕劇，並與申度賢合作，劇中飾演一個社交能力很强、善於與人溝通的「李允勳」，並表示拍攝此劇而對舞蹈有了深刻的認識。
2020年，演出奇幻懸疑驚悚劇《365：逆轉命運的1年》，此劇改編自乾胡桃於2004年出版的推理小說《Repeat》，安勝鈞在劇中飾演職業玩家「高在榮」一角，外表看起來像是遊戲中毒者，但卻很會擅於觀察其他人特徵的角色。

## 圈中好友
安勝鈞出道後結交不少圈中好友，其中包括徐志焄、IU、李聖惠、趙顯斗等。

## 演出作品

### 電視劇
| 年份 | 電視台       | 劇名                                     | 角色   |
| 2016 | JTBC         | 《所羅門的偽證》                         | 崔勝賢 |
| 2017 | KBS2         | 《學校2017》                             | 安俊熙 |
| 2017 | Naver TVcast | 《偶像權限代理》                         |        |
| 2017 | KBS2         | 《KBS Drama Special - 如果我們是季節》   | 蕭敏俊 |
| 2017 | KBS1         | 《Andante》                              | 閔基勳 |
| 2018 | tvn          | 《我的大叔》                             | 宋起範 |
| 2018 | SBS          | 《雖然30但仍17》                         | 陳賢   |
| 2018 | tvn          | 《雞龍仙女傳》                           | 吳京石 |
| 2019 | SBS          | 《獬豸》                                 | 李奉   |
| 2019 | tvn          | 《抓住幽靈》                             | 姜秀浩 |
| 2019 | KBS2         | 《KBS Drama Special - 社交－舞蹈的理解》 | 李允勳 |
| 2020 | MBC          | 《365：逆轉命運的1年》                   | 高在榮 |
| 2022 | Netflix      | 《殭屍校園》                             | 吳俊英 |

### 電影
| 年份 | 片名           | 角色 |
| 2016 | 《等著你》     | 俊東 |
| 2018 | 《60日的夏天》 | 玄信 |
| 2022 | 《解禁男女》   | 李翰 |